# スタート! (ラジオ番組)
『スタート!』は、2014年9月29日から2020年3月27日まで大分放送（OBSラジオ）で平日6:55 - 9:00に放送されていたラジオ番組である。

## 概要
OBSラジオは同年10月改編で、平日朝から日中、午後にかけての生ワイド番組を全て新番組に転換した。その中で、平日に放送されていた「村津孝仁の朝感ラジオ」の7・8時台を継承する形で、「イチスタ☆」・「BINGO」と同日に開始されたのが当番組である。
番組タイトルには、一日の最初のワイド番組である事、聴取者に朝のスタートにふさわしい各種情報を届けるといった思いが込められている。
ニュース、天気予報、交通情報を軸とし、途中で全国ネットの番組を織り交ぜながら番組を進めていく。
2020年3月27日で放送を終了。2020年4月から本番組のほか、午前のワイド番組「イチスタ☆」と午後のワイド番組「BINGO」を統合し、情熱ライブ!Voiceが放送開始する。

## パーソナリティ
2019年10月現在。いずれもOBSアナウンサーが担当。

### 現在
- （月・火）賎川寛人（2019年10月 - ）
- （水）小田崇之（2019年10月 - ）
- （木・金）海原みどり

### 過去
- 石川正史（2014年10月 - 2016年3月、2016年10月 - 2017年3月／月・火・水）
- 小田崇之（2016年4月 - 2016年9月／月・火・水）
- 村津孝仁（2017年4月 - 2018年3月／月・火）
- 吉田諭司（2017年4月 - 2018年3月／水）
- 冨松明菜（2019年4月 - 2019年9月／月・火・水）

### パーソナリティの変遷
|                         | 月曜日・火曜日 | 水曜日   | 木曜日・金曜日 |          |
| ----------------------- | -------------- | -------- | -------------- | -------- |
| 2014.09.29 - 2016.04.01 | 石川正史       | 石川正史 | 海原みどり     |          |
| 2016.04.04 - 2016.09.30 | 小田崇之       | 小田崇之 | 海原みどり     |          |
| 2016.10.03 - 2017.03.31 | 石川正史       | 石川正史 | 海原みどり     |          |
| 2017.04.03 - 2018.03.30 | 村津孝仁       | 吉田諭司 | 海原みどり     |          |
| 2018.04.02 - 2019.03.29 | 賎川寛人       | 賎川寛人 | 海原みどり     |          |
| 2019.04.01 - 2019.09.30 | 冨松明菜       | 冨松明菜 | 海原みどり     |          |
| 2019.10.01 - 2020.03.27 | 賎川寛人       | 賎川寛人 | 海原みどり     | 小田崇之 |

## タイムテーブル
2020年2月現在。
- 6:55〜 モーニングフラッシュ!
- 7:00〜 県内ニュース・スポーツニュース
- 7:05〜 JFマリンバンク海の天気予報
- 7:10〜 やじうまニュースネットワーク
- 7:25〜 道路交通情報〈江戸屋本店〉
- 7:30〜（金）得々タウンガイド〈各社〉
- 7:40〜 歌のない歌謡曲〈パナソニック〉
- 7:55〜 OBSニュース〈ホンダカーズ宇佐〉〈焼肉なべしま〉〈江藤産業〉
- 8:00〜 日本全国8時です。〈キューピー〉  〈ホクト〉〈いすゞ自動車株式会社〉
- 8:15〜 道路交通情報〈各社〉
- 8:20〜 天気情報
- 8:30〜 武田鉄矢・今朝の3枚おろし〈コメリ〉
- 8:40〜 道路交通情報〈各社〉
- 8:45〜（月）習い事コンシェルジュ
- （火）OBSゴルフガイド〈各社〉
- （水〜金）スタート!モーニングメッセージ
- 8:50〜  新行市佳の行ってらっしゃい〈SUZUKI〉
- 8:55〜 OBSニュース〈ダイプロ〉
- 8:59〜 次番組「イチスタ☆」出演者とのクロストーク＆エンディング